# 山塚アイ
山塚 アイ（やまたか あい、1964年2月13日 - ）は日本の音楽家、ラッパー。兵庫県神戸市出身。
小山田圭吾が主宰していたトラットリアでは、"ショックシティー（SHOCK CITY）"を担当し、OOIOOやハナタラシのリリースに関わっていた。

## 来歴
1983年にノイズミュージックバンド、ハナタラシを結成。以後、大阪を拠点に、ボアダムスをはじめとする様々なバンド、ユニットを結成し活動している。ボアダムスではボーカルを担当しているほか、オープンリール、電子楽器など様々な楽器を感性的に駆使する。ボーカルとしては狂騒的なスキャットを主体とし、常軌を逸した高音の奇声やドスの効いた怒号、ユーモラスなヴォイスパフォーマンスを織り交ぜたハードコア・パンク的なシャウトを多用するが、ボアダムスの音楽性の変遷に伴ってサンプラーやターンテーブルなども扱うようになってからは、以前よりも狂熱的なヴォーカルパートが減少すると共にソフトなアプローチを取り入れた。
1989年にはジョン・ゾーンのアルバム『ネイキッド・シティ』にゲスト参加し、その後、同アルバムから発展したユニット、ネイキッド・シティにも関わった。1990年代前半からアメリカ合衆国など日本国外でも演奏や音源リリースを行うようになった。また、1992年には大友良英を中心としたユニット「GROUND ZERO」の同名アルバムにも参加している（リリースは1993年）。1993年にはさらに、ソニック・ユースと連名のEP『TV Shit』をリリースした。
たびたび名義を変更しており、山塚アイからヤマンタカEYEへ、さらにヤマタカEYEに変更した。また「eYe」や「EYƎ」「ヤマストゥーカーEYE」などの名義も使う。DJの際にはEYE やDJ 光光光（DJピカピカピカ）を名乗るなど、変名の数も多い。　

## 人物
ハナタラシを率いていた時期は、ユンボでライブハウスの壁を壊しながら登場する、ステージ上でガラス板や瓶を投げ壊すなど、過激なパフォーマンスをして多くのライブハウスに出入り禁止にされていた。
音楽活動のほかイラストレーターとしても活躍しており、海外での個展の開催、画集の発表など多岐にわたる。大竹伸朗とはヤマンタカEYE名義で『ヤマンタカ日記』（1995年）『ドンケデリコ』（1996年）などのアートブックを出版している。Beckの『Midnite Vultures』（1999年）のジャケットもアイによるものである。
1992年『浅草橋ヤング洋品店』の「ナインティナインの史上最悪最強のバンド計画3」というコーナーに、講師として中原昌也や町田町蔵らとともに出演したこともある。その頃の独特のヘアースタイルは瞬間接着剤を髪の毛に付けたものである。

## バンド・ユニット
- ハナタラシ
- オーディオ・スポーツ
- パズル・パンクス（大竹伸朗とのユニット）
- グラウンドゼロ
- UFO OR DIE
- 南海ホークウインド
- AEO （EYE＋Sawai＋Jo）
- Boredoms
- MC Hellshit & DJ Carhouse （EYE＋大友良英）
- Destroy2 （EYE＋長谷川忠）